# Reichenbachia dorothyae
Reichenbachia dorothyae är en skalbaggsart som beskrevs av Park och Wagner 1962. Reichenbachia dorothyae ingår i släktet Reichenbachia och familjen kortvingar. Inga underarter finns listade i Catalogue of Life.